# Edinburgh Civil Service Chess Club
Edinburgh Civil Service Chess Club – szkocki klub szachowy z siedzibą w Edynburgu, zdobywca Richardson Cup w 1939 roku.

## Historia
Klub został założony w 1909 roku przez urzędników państwowych. W 1926 roku klub wygrał Spens Cup, pokonując w finale Perth Chess Club 5:2. W całym turnieju żaden z zawodników klubu nie przegrał swojej partii, co nie zdarzyło się w historii pucharu wcześniej ani później. W 1937 roku klub dotarł do finału Richardson Cup, gdzie uległ Edinburgh Chess Club 1:6. Dwa lata później zespół ponownie grał w finale z Edinburgh Chess Club, wygrywając go 4:3 i zdobywając trofeum. Ponownie do finału Richardson Cup zespół dotarł w 1962 roku, przegrywając z Edinburgh Chess Club. W 2001 roku klub przegrał w finale Spens Cup z Musselburgh Chess Club. W latach 2004 i 2005 zespół wygrywał Spens Cup.